# مونا آچاچه
مونا آچاچه (فرانسوی: Mona Achache‎؛ زادهٔ ۱۸ مارس ۱۹۸۱) هنرپیشه، کارگردان فیلم، فیلم‌نامه‌نویس اهل فرانسه است.
از فیلم‌ها یا برنامه‌های تلویزیونی که وی در آنها نقش داشته‌است می‌توان به بهشت است غرب اشاره کرد.